# Tribromfluormethan
Tribromfluormethan ist eine chemische Verbindung des Broms aus der Gruppe der Halogenkohlenwasserstoffe.

## Gewinnung und Darstellung
Tribromfluormethan kann durch Reaktion von Tetrabrommethan mit Bromtrifluorid, Antimontrifluorid (auch zusammen mit Brom) oder Silber(I)-fluorid gewonnen werden.
{\displaystyle \mathrm {CBr_{4}+BrF_{3}\longrightarrow CBr_{3}F+CBr_{2}F_{2}} }
{\displaystyle \mathrm {CBr_{4}+Br_{2}+SbF_{3}\longrightarrow CBr_{3}F} }

## Eigenschaften
Tribromfluormethan ist eine klare farblose Flüssigkeit, die unlöslich in Wasser ist. Im festen Zustand hat die Verbindung eine orthorhombische Kristallstruktur mit der Raumgruppe Pnma (Raumgruppen-Nr. 62).

## Verwendung
Tribromfluormethan wird in der Synthese von organischen Verbindungen wie von Dibromfluormethyllithium verwendet, das mit einem Aldehyd oder Keton umgesetzt fluorierte Alkohole ergibt. Es wurde auch zum Feuerlöschen eingesetzt.